# Stazione grande muraglia
La stazione grande muraglia (in cinese 长城站) è una base antartica permanente cinese localizzata nella penisola Fildes nella zona occidentale dell'Isola di re Giorgio, nelle Shetland Meridionali. La struttura è intitolata all'omonimo complesso architettonico cinese.
Localizzata ad una latitudine di 62°12'S e ad una longitudine di 58°57'O in una zona libera dai ghiacci ad un'altitudine di 10 metri la stazione è la prima base antartica costruita dalla Repubblica Popolare.
La base è stata inaugurata il 20 febbraio 1985 ed ha operato con continuità.
La popolazione estiva è di 40 persone, che si riducono a 14 durante l'inverno australe.
La base effettua studi scientifici di cartografia (dal 1990), geomagnetismo (dal 1985), glaciologia continentale e marina (dal 1992), biologia terrestre (dal 1992), biologia umana (dal 1992), limnologia (dal 1986), meteorologia (dal 1985), biologia marina (dal 1990), geologia (dal 1985), geofisica (dal 1985), sismologia (dal 1985), monitoraggio delle maree (dal 1986). Dal 1988 si occupa inoltre dello studio della ionosfera e delle aurore.